# Гринхилл, Джордж
Сэр А́льфред Джордж Гри́нхилл (англ. Alfred George Greenhill, 1847—1927) — британский математик. Труды в области эллиптических функций и прикладных методов в теории упругости, баллистике, аэродинамике, гидродинамике.
Член Лондонского королевского общества (1888) и Парижской академии наук, президент Лондонского математического общества (1890–1892).. Лауреат медали де Моргана (1902), Королевской медали (1906) и других отличий. Один из основателей Международной комиссии по математическому образованию ICMI (1908), вице-президент ICMI до 1920 года.

## Биография
Родился и провёл большую часть жизни в Лондоне. По окончании школы (1866 год) Джордж Гринхилл поступил в Кембриджский университет (Сент-Джонс колледж), который окончил в 1870 году с отличием. В 1876 году Гринхилл был назначен профессором математики Королевской Военной академии в Вулидже и занимал эту кафедру более 30 лет до своей отставки в 1908 году. В год отставки, в знак признания его выдающихся научных заслуг, британский король Эдуард VI возвёл Гринхилла в рыцарское достоинство.
Кумиром Гринхилла был Джеймс Кларк Максвелл, портрет которого Гринхилл повесил над камином. Он увлекался древностями и имел глубокое знание древностей Лондона. Любил музыку, хорошо играл на органе и других инструментах. Владел французским и немецким языками.

## Научная деятельность
Гринхилл был признанным экспертом по использованию эллиптических интегралов в электромагнитной теории. Его учебник по применения эллиптических функций (1892 год) заслужил самые высокие оценки специалистов. В 1922 году Гринхилл возглавил группу, подготовившую сборник таблиц эллиптических функций.
В 1879 году Гринхилл, в рамках своей работы в Королевской Военной академии, разработал эмпирическое правило для вычисления оптимальной величины кручения пули со свинцовым сердечником:
{\displaystyle k={\frac {CD^{2}}{L}}\times {\sqrt {\frac {SG}{10{,}9}}}}
где:
С = 150 (или 180 для скорости пули более чем 2800 футов/сек).
D — диаметр пули в дюймах.
L — длина пули в дюймах.
SG — удельная плотность пули (10,9 для пули со свинцовым сердечником).
Эта формула теперь называется «формулой Гринхилла».
В теории упругости Гринхилл рассчитал, какую наибольшую высоту может иметь вертикальный цилиндр, не рискуя согнуться под влиянием собственного веса. Одно из следствий — примерный расчёт наибольшей возможной высоты дерева. Гринхилл — автор статей «Баллистика» 
и «Гидромеханика» в энциклопедии «Британника».
В 1904 году Гринхилл был спикером на пленарных заседаниях Международного конгресса математиков в  Гейдельберге и сам выступил там с докладом. Гринхилл участвовал и в последующих Конгрессах, до 1924 года (Торонто).
Вместе со своим другом Феликсом Клейном Гринхилл активно работал над реформой и развитием математического образования. Он стал одним из основателей Международной комиссии по математическому образованию (ICMI, 1908), в течение 12 лет был её бессменным вице-президентом.

## Основные труды
- Дифференциальное и интегральное исчисления с приложениями (Differential and integral calculus, with applications) ( Лондон, Макмиллан, 1886) archive.org
- Приложения эллиптических функций (The applications of elliptic functions, MacMillan & Co, Нью-Йорк, 1892)[8]; см. материалы университета штата Мичиган.
- Трактат о гидростатике (A treatise on hydrostatics, MacMillan, Constable, 1894).archive.org
- Теория обтекания с применениями к аэроплану (Theory of stream lines with applications to an aeroplane, 1910).
- Динамика механического полета (The dynamics of mechanical flight, Constable, London, 1912), см. archive.org
- Доклад о гироскопической теории (Darling & Son, 1914)[9].